# Zaproszenia ślubne

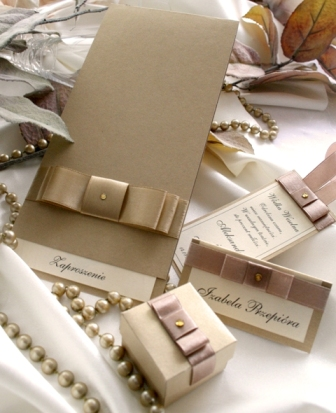
Zaproszenie ślubne

Zaproszenia ślubne – rodzaj zaproszenia związany z uroczystością ślubną, obecnie głównie przybiera formę papierowej karty, stanowiącej pisemne zaproszenie gości. Jednak w przeszłości nade wszystko zaproszenie na ślub było przekazywane ustnie.

## Etymologia polskiego słowa
Rzeczownik zaproszenie pochodzi od słowa zaprosić i jest ustną lub pisemną prośbą o przyjście dokądś, zwykle w celach towarzyskich, i wzięcie udziału w czymś; np. list z zaprosinami na wesele.
Dalej słownik pisze: karta z wydrukowanym tekstem zawierająca prośbę o przybycie na jakąś uroczystość lub upoważniająca do wzięcia udziału w czymś, np. zaproszenia na ślub, rozesłać zaproszenie, otrzymać zaproszenie. Hasło to pojawiło się już w pierwszych słownikach języka polskiego, m.in. w tzw. słowniku warszawskim, ośmiotomowym dziele pod redakcją Jana Karłowicza, Adama Kryńskiego i Władysława Niedźwiedzkiego z 1900 roku.

## Historia
Historia zaproszeń sięga czasów starożytnych (karty takie tworzono np. w Starożytnym Rzymie, czy Egipcie). W Średniowieczu zaproszenia przybierały dwie formy: ustną – komunikaty takie przekazywali heroldowie. Zwyczaj ten wiązał się nade wszystko z powszechnym analfabetyzmem –także wśród szlachty; drugą formą były zaproszenia na pergaminach (często bardzo bogato zdobione typowymi dla tego okresu iluminacjami oraz kaligrafią). Zaproszenia ślubne papierowe z czasów Średniowiecza (podobnie jak inne dokumenty) przesyłano w dwóch kopertach – koperta zewnętrzna była niejako ochroną dla właściwej wewnętrznej. Pisane inkaustem zaproszenie dodatkowo chroniła przed rozmazaniem bibuła. Przełom w formie zaproszeń ślubnych nastąpił wraz z upowszechnieniem się druku – a właściwie spadkiem cen i tym samym masowością wydruków, którym początek dał wynalazek A. Senefeldera, ojca litografii, która umożliwiała szybkie wykonywanie kopii druków. Technologia ta w przyszłości dała początek drukarniom offsetowym. O zaproszeniach przypominających współczesne można mówić od okresu międzywojennego (wtedy też pojawiły się pierwsze mody w zaproszeniach ślubnych w Stanach Zjednoczonych). Jednak badania filologów z Uniwersytetu w Białymstoku wykazują, że wystarczy znajomość 1200 najczęściej używanych słów w języku polskim, by móc zacząć się nim posługiwać.

## Savoir vivre - tradycja

### Formy zwrotów
Zaproszenia ślubne piszemy zawsze w trzeciej osobie i według zasad savoir-vivre powinno wypełniać się je czarnym tuszem – zasada ta dzisiaj jest jednak już anachronizmem. Zaproszenia nie powinny zawierać podpisów oraz daty, a także miejsca wysłania. W górnej części karty, w pierwszym akapicie zamieszczamy informacje, o tym kto zaprasza, poniżej zwrot w stylu: mamy zaszczyt zaprosić. Kolejna linijka to imię i nazwisko osoby lub osób zapraszanych, następnie informacje o ślubie oraz ewentualnym weselu (tj. kiedy i gdzie ono się odbędzie). Na samym końcu zaproszenia zamieszczamy skrót R. S. V. P. (respondez s’il vous plait – franc. proszę odpowiedzieć) oraz numer telefonu, aby goście mogli potwierdzić swoje przybycie lub odmówić.

### Ogólne zasady
Savoir-vivre związany z zaproszeniami, podobnie jak inne oficjalne dokumenty, jest ściśle określony w zasadach etykiety. Dla przykładu partnerzy osób zaproszonych na ślub zawsze muszą być uwzględnieni w zaproszeniu (zasada ta dotyczy nie tylko par małżeńskich i narzeczeńskich, ale również mieszkających razem). Koperty z pojedynczym zaproszeniem wysyła się do małżeństw i par mieszkających razem na wspólny adres, ale do par nie mieszkających razem (np. narzeczeństw) koperty adresuje się już podwójnie. Istotne jest również, iż do zaproszeń ślubnych adresowanych tylko do jednej osoby dopisuje się formułkę wraz z osobą towarzyszącą. W wypadku, kiedy zaproszenia zostaną już wysłane, a gość weselny, np. zejdzie się z byłym partnerem etykieta dopuszcza ustne zaproszenie tej osoby.
Nietaktem ze strony gości jest wpraszanie osoby towarzyszącej lub dzieci na uroczystość weselną, jeśli wyraźnie nie napisano o nich w zaproszeniu; jednak jednocześnie nieuprzejme jest odmawiać osobie, która poprosiła przyszłą młodą parę o taką przysługę (w takim wypadku jednak narzeczeni mają prawo odmówić – specjalistka od spraw etykiety Pagge Post tak pisze w swojej książce, kierując swoje słowa do pary: Z pewnością możecie powiedzieć <<nie>>. Powiedzcie: <<Przykro mi, ale mamy ograniczoną liczbę miejsc na weselu i po prostu nie damy rady przyjąć dodatkowych gości>>). Etykieta wyjaśnia również zasady postępowania w przypadku, kiedy nie zapraszamy dzieci – i tak na kopertach i zaproszeniach umieszczamy tylko imiona i nazwiska rodziców – niestosowne jest pisanie na kartach zaproszeniowych formuły bez dzieci. Dosyć kontrowersyjną kwestią jest również zapraszanie osób, które mieszkają daleko. Z jednej strony nieładnie jest zapraszać osoby, które ze względu na odległość raczej nie będą mogły przyjechać (a my o tym wiemy), ponieważ pociąga to do odpowiedzialności niedoszłego gościa do wysłania prezentu (w takim wypadku warto wysyłać zawiadomienia, które nie obligują do podarunków); z drugiej zaś strony osoba z daleka (czy to członek rodziny, czy przyjaciel) nie zaproszona na ślub może poczuć się urażona. Dlatego z pewnością zawsze zapraszamy najbliższą rodzinę i bliskich przyjaciół.

### Czas
O zaproszenia ślubne należy zadbać z odpowiednim wyprzedzeniem. Poszukiwania firmy poligraficznej, bądź pracowni artystycznej powinno rozpocząć się nawet rok przed ślubem, aby zbadać wszystkie oferty (np. poprzez zamawianie próbek) i zaplanować odpowiedni projekt. Przygotowywanie projektów i ich realizacja przez przedsiębiorstwo, które specjalizuje się w produkcji zaproszeń trwa mniej więcej trzy miesiące. Okres ten może być krótszy przy zaproszeniach tradycyjnych. Niezbędnym czynnikiem jest poproszenie firmy-realizatora o określenie terminu wykonania zlecenia. Gotowe zaproszenia wysyłamy, bądź dostarczamy osobiście minimum na 6-8 tygodni przed datą ślubu. Dobrze jest jednak zaproszenia rozdać na 3 miesiące przed weselem, aby goście mogli się odpowiednio przygotować. Zawiadomienia możemy wysłać nieco później, bo nawet 4 tygodnie przed uroczystością. Dodatkowo szczególną uwagę przy tworzeniu i wypełnianiu zaproszeń należy zwrócić na odpowiednią odmianę i formę nazwisk gości oraz na zabezpieczenie się w dodatkowe zaproszenia i koperty, w razie pomyłki, bądź niespodziewanego uzupełniania listy gości.

## Rodzaje

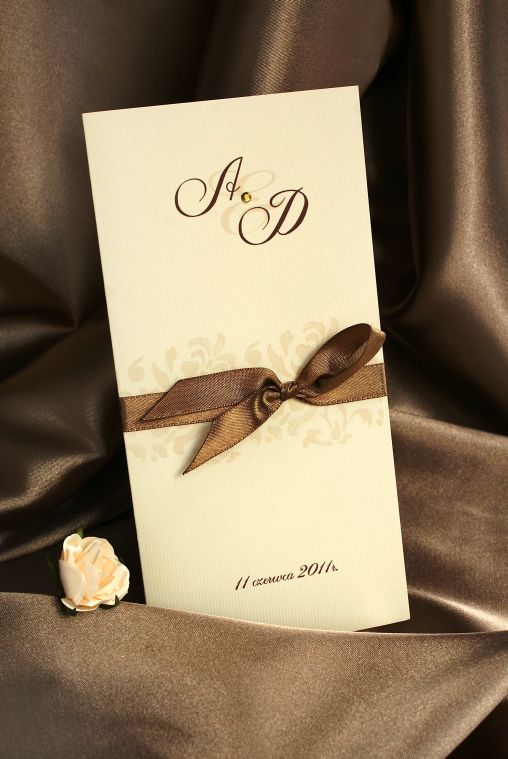
Tradycyjne zaproszenie ślubne

Wybierając zaproszenia na ślub szczególną uwagę powinno poświęcić się kilku kluczowym elementom, takim jak kolorystyka papieru, jego waga, zastosowanie czcionki (rozmiar i styl), a także odpowiedniemu doborowi tekstów.

## Zasady stylistyczne
Przy redagowaniu treści zaproszenia należy przede wszystkim sprawdzić pisownię odmiany nazwisk, nazwy kościoła lub urzędu, restauracji, gdzie odbyć ma się wesele lub przyjęcie. Zaproszenie nie powinno zawierać kropek na końcu akapitów. Treść najlepiej, aby była zwięzła, krótka i elegancka. Daty pisane w zaproszeniu powinny pisane być słownie, ale można słownie napisać jedynie miesiąc, a dzień i rok w formie cyfrowej. Zawsze stosujemy pełne imiona i nazwiska, a nie inicjały w treści. Ogólnie zasada jest taka, że im mniej skrótów, tym lepiej, pamiętajmy, iż jest to pismo oficjalne i musimy zachować elegancję i etykietę.

## Zwyczaje
W dobrym tonie jest zaproszenie wręczyć osobiście, zwłaszcza osobom znaczącym, najbliższym i najważniejszym dla nas. Według starych zwyczajów ma znaczenie także kolejność zapraszanych gości. Najpierw zapraszano osoby starsze z rodziny, później osoby zajmujące najwyższe pozycje w społeczności. Im piękniejsza forma zaproszenia, tym chętniej goście przybywali i tym większa ranga całego ślubu i wesela.

### Zwyczaje staropolskie
Do końca XIX wieku w niektórych rejonach Polski, np. na Podlasiu, a także lokalnie w południowo-wschodniej Polsce, zaproszenie na wesele połączone było ze swego rodzaju zwyczajową kwestą, nazywaną lnowalnem lub chodzeniem po miskach, po wilku. Mniej więcej na tydzień przed ślubem, tuż po ostatniej zapowiedzi, panna młoda, niekiedy w towarzystwie starościny lub swaszki, obchodziła domy bliższych i dalszych sąsiadów. W każdym domu pozdrawiała gospodarzy, kłaniała się nisko i podejmując gospodynię pod kolana zapraszała na swoje wesele, prosiła o błogosławieństwo i – na końcu – o jakieś wsparcie. Gospodynie nie odmawiały ani błogosławieństwa, ani datku w pieniądzach (…) albo w naturze. W ten sposób starsze gospodynie solidaryzowały się z nowicjuszką (…) oraz wspierały młodych na nowej drodze życia.